# Louisville (Colorado)
Louisville ist eine US-amerikanische Stadt im Boulder County im US-Bundesstaat Colorado. Sie hat etwa 21.000 Einwohner (Stand 2020: 21.226 Einw.) und eine Fläche von 22,2 km². Die geographischen Koordinaten sind 39,97° Nord, 105,14° West.

## Persönlichkeiten

### Söhne und Töchter der Stadt
- Richard LaSalle (1918–2015), Filmkomponist
- Jack Fischer (* 1974), Astronaut
- Hilary Cruz (* 1988), Model und Schauspielerin

### Mit der Stadt verbunden
- Jimmy Heuga (1943–2010), Skirennläufer
- Alan Culpepper (* 1972), Leichtathlet